# Triadobatrachus massinoti
Triadobatrachus massinoti (троїста жаба Массінота) — єдиний вид земноводних монотипного роду Triadobatrachus родини Protobatrachidae. Мешкав 250 млн років тому, розквіт припадає на нижній тріасовий період. Це найдавніший з відомих представників ряду безхвостих. Отримав назву на честь французького дослідника Адрієна Массінота.

## Опис

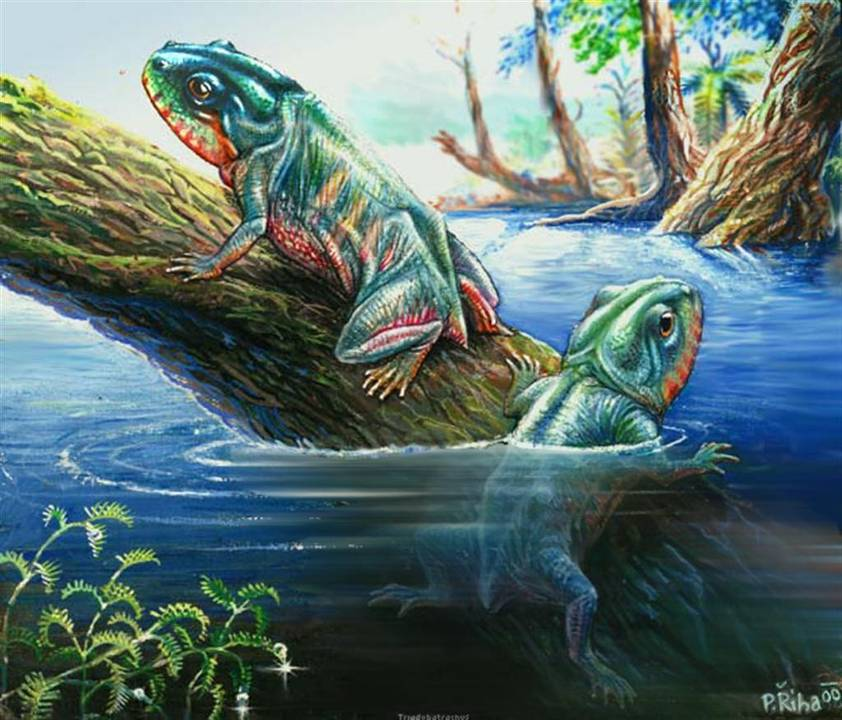
Художня реконструкція

Загальна довжина досягала 10 см. Череп мав велику схожість із черепом сучасних жаб. Мала великі вушні отвори. Скелет складався з 14—16 хребців. Усі тулубні хребці, окрім 1-го несли ребра. Локтіва й променева, а також велика та мала гомілкові кістки не були злиті. Між короткими підвдоховими костями лежали 6 хвостових хребців. Ці амфібії зберігали ще хвіст, задні кінцівки були подовжені, проте не настільки, як у сучасних безхвостих.

## Спосіб життя
Полюбляла велику рослинність, різні водойми, вела напівводний спосіб життя. Добре плавала, використовуючи передні лапи. Водночас не здатна була стрибати. Живилася безхребетними того часу.

## Розповсюдження
Рештки виявлено на півночі острова Мадагаскар.